# Mix Nine
Mix Nine (en hangul, 믹스나인, estilizado como MIXNINE) fue un programa de supervivencia surcoreano emitido en JTBC en 2017. El programa buscaba formar un nuevo grupo de nueve miembros. En el programa, el fundador y productor de YG Entertainment, Yang Hyun-suk, recorió varias agencias en toda Corea del Sur para encontrar prometedoras estrellas del K-pop.A través de los episodios, varios participantes fueron eliminados progresivamente, culminando en una competencia entre un equipo de los nueve chicos finalistas y un equipo de las nueve chicas finalistas. El equipo ganador estaría previsto para debutar como un grupo de idols, pero su debut terminó siendo cancelado debido a complicaciones contractuales y desafíos entre YG Entertainment y las agencias participantes.
El final de temporada se emitió en vivo el 26 de enero de 2018 a las 11pm (KST).

## Concepto
Mix Nine fue un proyecto colaborativo entre el director Han Dong-chul, el fundador de YG, Yang Hyun-suk y  el canal JTBC. Han Dong-chul, quien anteriormente fue productor ejecutivo de las dos primeras temporadas de Produce 101, ideó originalmente el concepto para la tercera temporada del programa. El programa contó con 400 audiciones en más de 70 agencias que Yang y el jurado invitado visitaron personalmente.
"Mixnine" fue un programa de supervivencia de la industria del K-pop en Corea del Sur que se emitió desde octubre de 2017 hasta enero de 2018. El programa buscaba formar un grupo de chicos y chicas a partir de concursantes de diversas agencias de entretenimiento. Aunque se anunciaron ganadores, el debut del grupo nunca se concretó debido a diversos problemas y desafíos. El show fue conocido por su formato competitivo y la participación de concursantes talentosos de diferentes agencias de entretenimiento.
"Mixnine" fue creado por YG Entertainment y contó con Yang Hyun-suk, fundador de YG, como el principal mentor y juez del programa. Durante la competencia, los concursantes fueron evaluados en diversas habilidades, incluyendo canto, baile y carisma. Sin embargo, a pesar de la emoción generada por la competencia, la formación del grupo debutante se encontró con dificultades debido a desafíos contractuales y diferencias entre las agencias participantes.
Aunque se anunciaron los ganadores, Woo Jin-young, Yang Hong-won y Lee Ru-bin, no se logró el debut del grupo final. La falta de consenso entre las agencias sobre los términos del contrato y otros problemas llevaron a la cancelación del proyecto de debut. A pesar de estas dificultades, "Mixnine" dejó una impresión duradera en la industria del entretenimiento surcoreana y en los fanáticos que siguieron de cerca la competencia.

Lamentablemente, a pesar de la emoción y la anticipación generadas por "Mixnine", el grupo ganador no llegó a debutar debido a complicaciones contractuales y desafíos entre las agencias participantes. Aunque se anunciaron los tres ganadores principales, el proyecto no se materializó, marcando una peculiaridad en el mundo de los programas de supervivencia en la industria del K-pop.

## Participantes

### Participantes masculinos
| # | Episodio 4      | Episodio 5         | Episodio 7        | Episodio 7 | Episodio 8        | Episodio 10        | Episodio 10 | Episodio 11        | Episodio 13       | Episodio 13 | Episodio 14        |
| # | Episodio 4      | Episodio 5         | Nombre            | Votos      | Episodio 8        | Nombre             | Votos       | Episodio 11        | Nombre            | Votos       | Episodio 14        |
| - | --------------- | ------------------ | ----------------- | ---------- | ----------------- | ------------------ | ----------- | ------------------ | ----------------- | ----------- | ------------------ |
| 1 | Woo Jin-young   | Woo Jin-young =    | Woo Jin-young =   | 154,389    | Woo Jin-young =   | Woo Jin-young =    | 86,026      | Woo Jin-young =    | Kim Hyo-jin ↑1    | 103,822     | Woo Jin-young ↑1   |
| 2 | Kim Hyo-jin     | Kim Hyo-jin =      | Kim Hyo-jin =     | 112,984    | Kim Hyo-jin =     | Kim Byeong-kwan ↑1 | 66,199      | Kim Hyo-jin ↑1     | Woo Jin-young ↓1  | 94,495      | Kim Hyo-jin ↓1     |
| 3 | Lee Geon-min    | Kim Byeong-kwan ↑3 | Kim Byeong-kwan = | 92,381     | Kim Byeong-kwan = | Kim Hyo-jin ↓1     | 63,086      | Kim Byeong-kwan ↓1 | Kim Byeong-kwan = | —           | Lee Roo-bin ↑9     |
| 4 | Lee Seung-jun   | Lee Seung-jun =    | Lee Seung-jun =   |            | Kim Min-seok ↑1   | Kim Min-seok =     | 45,956      | Lee Dong-hoon ↑1   | Kim Min-seok ↑3   | —           | Kim Byeong-kwan ↓1 |
| 5 | Kim Min-seok    | Lee Geon-min ↓2    | Kim Min-seok ↑1   | 72,728     | Kim Hyeon-soo ↑18 | Lee Dong-hun ↑1    | 43,949      | Song Han-kyeom ↑2  | Choi Hyun-suk ↑1  | —           | Choi Hyun-suk =    |
| 6 | Kim Byeong-kwan | Kim Min-seok ↓1    | Lee Geon-min ↓1   | 72,704     | Lee Dong-hun ↑9   | Lee Seung-jun ↑1   | 43,778      | Choi Hyun-suk ↑3   | Lee Dong-hoon ↓2  | —           | Song Han-kyeom ↑1  |
| 7 | Shim Jae-young  | Woo Tae-woon ↑6    | Woo Tae-woon =    | 63,907     | Lee Seung-jun ↓3  | Song Han-kyeom ↑3  | 42,373      | Kim Min-seok ↓3    | Song Han-kyeom ↓2 | —           | Kim Min-seok ↓3    |
| 8 | Park Min-gyun   | Shim Jae-young ↓1  | Choi Hyun-suk ↑7  | 57,777     | Lee Geon-min ↓2   | Kim Hyeon-soo ↓3   | 39,934      | Yao Ming-ming ↑5   | Lee Byeong-gon ↑5 | —           | Lee Dong-hoon ↓2   |
| 9 | Yuto Mizuguchi  | Park Min-gyun ↓1   | Song Han-kyeom ↑5 | 57,629     | Lee Roo-bin ↑7    | Choi Hyun-suk ↑3   | 39,406      | Lee Roo-bin ↑3     | Yao Ming-ming ↓1  | —           | Lee Byeong-gon ↓1  |

### Participantes femeninos
| # | Episode 4      | Episode 5         | Episode 7        | Episode 7 | Episode 8         | Episode 10        | Episode 10 | Episode 11        | Episode 13        | Episode 13        | Episode 14     |
| # | Episode 4      | Episode 5         | Name             | Votes     | Episode 8         | Name              | Votes      | Episode 11        | Name              | Votes             | Episode 14     |
| - | -------------- | ----------------- | ---------------- | --------- | ----------------- | ----------------- | ---------- | ----------------- | ----------------- | ----------------- | -------------- |
| 1 | Shin Ryu-jin   | Shin Ryu-jin =    | Shin Ryu-jin =   | 141,230   | Shin Ryu-jin =    | Shin Ryu-jin =    | 90,758     | Shin Ryu-jin =    | Shin Ryu-jin =    |                   | Shin Ryu-jin = |
| 2 | Lee Soo-min    | Lee Soo-min =     | Lee Soo-min =    | 91,636    | Lee Soo-min =     | Lee Soo-min =     |            | Lee Soo-min =     | Lee Soo-min =     | Lee Soo-min =     |                |
| 3 | Kim So-ri      | Kim So-ri =       | Kim So-ri =      | 67,896    | Jeon Hee-jin ↑2   | Lee Soo-jin ↑3    | 44,807     | Jang Hyo-kyung ↑9 | Kim Hyun-jin ↑9   | Park Soo-min ↑6   |                |
| 4 | Kim Min-ji     | Choi Moon-hee ↑4  | Choi Moon-hee =  | 61,931    | Kim So-ri ↓1      | Choi Moon-hee ↑1  | 40,345     | Lee Soo-jin ↓1    | Jang Hyo-kyung ↓1 | Jeon Hee-jin ↑2   |                |
| 5 | Baek Hyeon-joo | Jeon Hee-jin ↑2   | Jeon Hee-jin =   | 60,724    | Choi Moon-hee ↓1  | Jeon Hee-jin ↓2   | 37,608     | Lee Ha-young ↑2   | Jung Ha-yoon ↑9   | Nam Yu-jin ↑2     |                |
| 6 | Kim Hyun-jin   | Baek Hyeon-joo ↓1 | Baek Hyeon-joo = | 58,573    | Lee Soo-jin ↑2    | Kim So-ri ↓2      | 35,536     | Nam Yu-jin ↑4     | Jeon Hee-jin ↑1   | Choi Moon-hee ↑5  |                |
| 7 | Jeon Hee-jin   | Kim Min-ji ↓3     | Kim Hyun-jin ↑1  | 55,313    | Baek Hyeon-joo ↓1 | Lee Ha-young ↑2   | 34,593     | Jeon Hee-jin ↓2   | Nam Yu-jin ↓1     | Kim So-ri ↑3      |                |
| 8 | Choi Moon-hee  | Kim Hyun-jin ↓2   | Lee Soo-jin ↑1   | 50,666    | Kim Hyun-jin ↓1   | Kim Hyun-jin =    | 34,524     | Choi Moon-hee ↓4  | Lee Ha-young ↓3   | Jang Hyo-kyung ↓4 |                |
| 9 | Lee Hyang-suk  | Lee Soo-jin ↑4    | Lee Hyang-suk ↑1 | 38,005    | Lee Ha-young ↑16  | Baek Hyeon-joo ↓2 | 33,869     | Park Soo-min ↑6   | Park Soo-min =    | Lee Ha-young ↓1   |                |

## Discografía
Todos los sencillos fueron publicados por YG Entertainment y LOEN Entertainment.

### Parte 1
| N.º | Título       | Letras                      | Música                              | Artistas | Duración |  |
| 1.  | «Just Dance» | Kush, Joe Rhee y Teddy Park | Teddy Park, Kush, R. Tee y Joe Rhee | Mix Nine | 2:57     |  |

### Parte 2
| N.º | Título                             | Artista | Duración |  |
| 1.  | «To Myself (잘했다 말해주고 싶어)» | Sori    | 2:56     |  |

### Parte 3
| N.º | Título                   | Artists  | Duración |  |
| 1.  | «Just Dance (Boy ver.)»  | Mix Nine | 2:58     |  |
| 2.  | «Just Dance (Girl ver.)» | Mix Nine | 2:58     |  |

### Parte 4
| N.º | Título           | Artists        | Duración |  |
| 1.  | «Hush»           | My9 Me         | 3:24     |  |
| 2.  | «Like A Star»    | Excellent Vibe | 3:30     |  |
| 3.  | «Dangerous Girl» | SSS            | 3:42     |  |

### Parte 5
| N.º | Título         | Artists         | Duración |  |
| 1.  | «Hand In Hand» | Pyeongchang     | 3:30     |  |
| 2.  | «Super Freak»  | Gangnam Station | 3:34     |  |
| 3.  | «Stand By Me»  | 9reat!          | 3:22     |  |

### Parte 6
| N.º | Título                     | Letras                                                                                      | Música                                             | Artistas | Duración |  |
| 1.  | «OMG (어머나)»             | - Joe Rhee                                                                                  | - 24 - Joe Rhee                                    | Universe | 3:06     |  |
| 2.  | «Come To Play (놀러와)»    | - Robin (로빈) - Kim Kyung (김경) - Bigtone                                                 | - Robin (로빈) - Millennium                        | Our Home | 3:25     |  |
| 3.  | «What!? (뭐!?)»            | - iHWAK - Bigtone - Lee Byeong-gon (이병곤) - Woo Jin-young (우진영) - Jin Sung-ho (진성호) | - Kang Wook-jin (강욱진) - iHWAK - Bigtone - Diggy | Top Line | 3:21     |  |
| 4.  | «I Like it Too(나도 좋아)» | - LIØN - Diggy - Kang Wook-jin (강욱진)                                                     | - Kang Wook-jin (강욱진) - LIØN - Diggy            | Like 8+1 | 3:30     |  |

### Tabla de eliminación
La primera ronda de eliminación comienza en el Episodio 7; la segunda ronda en el episodio 10; la tercera ronda en el episodio 13; y la ronda de eliminación final en el episodio 14, en la que se anunció el Equipo debut.
Códigos de color
Participantes masculinos
| Woo Jin-young (우진영)            | Happy Face Entertainment | B | 1  | 1  | 1   | 1  | 1         | 1         | 1         | 2         | 1         |           |           |           |           |           |
| Kim Hyo-jin (김효진)              | WM Entertainment         | 9 | 2  | 2  | 3   | 2  | 2         | 3         | 2         | 1         | 2         |           |           |           |           |           |
| Lee Ru-bin (이루빈)               | Liveworks Company        | A | 14 | 17 | 24  | 16 | 9         | 12        | 9         | 12        | 3         |           |           |           |           |           |
| Kim Byeong-kwan (김병관)          | Beat Interactive         | 9 | 6  | 3  | 4   | 3  | 3         | 2         | 3         | 3         | 4         |           |           |           |           |           |
| Choi Hyun-suk (최현석)            | YG Entertainment         | 9 | 17 | 15 | 14  | 8  | 12        | 9         | 6         | 5         | 5         |           |           |           |           |           |
| Song Han-gyeom (송한겸)           | Staro Entertainment      | 9 | 16 | 14 | 15  | 9  | 10        | 7         | 5         | 7         | 6         |           |           |           |           |           |
| Kim Min-seok (김민석)             | WM Entertainment         | A | 5  | 6  | 7   | 5  | 4         | 4         | 7         | 4         | 7         |           |           |           |           |           |
| Lee Dong-hun (이동훈)             | Beat Interactive         | 9 | 18 | 16 | 23  | 15 | 6         | 5         | 4         | 6         | 8         |           |           |           |           |           |
| Lee Byeong-gon (이병곤)           | YG Entertainment         | A | 28 | 27 | 40  | 25 | 23        | 22        | 13        | 8         | 9         |           |           |           |           |           |
| Yao Ming-ming (요명명)            | ByKing Entertainment     | B | 12 | 11 | 20  | 13 | 18        | 13        | 8         | 9         | 10        |           |           |           |           |           |
| Lee Seung-joon (이승준)           | WM Entertainment         | C | 4  | 4  | 6   | 4  | 7         | 6         | 11        | 10        | Eliminado |           |           |           |           |           |
| Kim Seh-yoon (김세윤)             | Beat Interactive         | C | 27 | 24 | 30  | 20 | 11        | 10        | 10        | 11        | Eliminado |           |           |           |           |           |
| Shim Jae-young (심재영)           | WM Entertainment         | B | 7  | 8  | 16  | 10 | 16        | 17        | 15        | 13        | Eliminado |           |           |           |           |           |
| Kim Hyeon-soo (김현수)            | Happy Face Entertainment | B | 19 | 22 | 34  | 23 | 5         | 8         | 12        | 14        | Eliminado |           |           |           |           |           |
| Jin Seong-ho (진성호)             | Liveworks Company        | C | 32 | 34 | 49  | 29 | 21        | 18        | 14        | 15        | Eliminado |           |           |           |           |           |
| Lee Jae-jun (이재준)              | Banana Culture           | C | 30 | 49 | 99  | 53 | 28        | 26        | 17        | 16        | Eliminado |           |           |           |           |           |
| Kim Hyun-jong (김현종)            | Hunus Entertainment      | A | 43 | 47 | 86  | 48 | 47        | 27        | 19        | 17        | Eliminado |           |           |           |           |           |
| Kim Kook-heon (김국헌)            | The Music Works          | 9 | 42 | 38 | 60  | 36 | 36        | 25        | 21        | 18        | Eliminado |           |           |           |           |           |
| Lee Geon-min (이건민)             | RBW                      | B | 3  | 5  | 8   | 6  | 8         | 14        | 16        | 19        | Eliminado |           |           |           |           |           |
| Woo Tae-woon (우태운)             | Million Market           | B | 13 | 7  | 10  | 7  | 13        | 11        | 20        | 20        | Eliminado |           |           |           |           |           |
| Kim Dong-yoon (김동윤)            | WYNN Entertainment       | B | 31 | 31 | 51  | 30 | 24        | 24        | 18        | 21        | Eliminado |           |           |           |           |           |
| Park Min-kyun (박민균)            | WM Entertainment         | A | 8  | 9  | 21  | 14 | 15        | 19        | 24        | 22        | Eliminado |           |           |           |           |           |
| Yuto Mizuguchi (미즈구치 유토)    | WM Entertainment         | A | 9  | 10 | 18  | 11 | 14        | 16        | 23        | 23        | Eliminado |           |           |           |           |           |
| Oh Hee-jun (오희준)               | YNB Entertainment        | B | 24 | 29 | 54  | 32 | 37        | 23        | 25        | 24        | Eliminado |           |           |           |           |           |
| Cho Yong-geun (조용근)            | Happy Face Entertainment | C | 10 | 13 | 25  | 17 | 19        | 15        | 22        | 25        | Eliminado |           |           |           |           |           |
| Jung In-seong (정인성)            | YNB Entertainment        | A | 23 | 28 | 43  | 27 | 26        | 20        | 26        | 26        | Eliminado |           |           |           |           |           |
| Kim Young-jo (김영조)             | RBW                      | C | 21 | 23 | 41  | 26 | 29        | 21        | 27        | 27        | Eliminado |           |           |           |           |           |
| Lee Chan-dong (이찬동)            | RBW                      | A | 33 | 33 | 58  | 34 | 41        | 28        | Eliminado | Eliminado | Eliminado |           |           |           |           |           |
| Lee Chang-yoon (이창윤)           | WM Entertainment         | A | 11 | 12 | 19  | 12 | 17        | 29        | Eliminado | Eliminado | Eliminado |           |           |           |           |           |
| Yoon Jae-hee (윤재희)             | Happy Face Entertainment | B | 20 | 20 | 37  | 24 | 20        | 30        | Eliminado | Eliminado | Eliminado |           |           |           |           |           |
| Kim Sang-won (김상원)             | Staro Entertainment      | B | 25 | 25 | 31  | 21 | 30        | 31        | Eliminado | Eliminado | Eliminado |           |           |           |           |           |
| Park Seung-jun (박승준)           | YNB Entertainment        | C | 15 | 18 | 28  | 19 | 22        | 32        | Eliminado | Eliminado | Eliminado |           |           |           |           |           |
| Jung Hyeon-woo (정현우)           | FM Entertainment         | A | 29 | 30 | 59  | 35 | 31        | 33        | Eliminado | Eliminado | Eliminado |           |           |           |           |           |
| Chae Chang-hyeon (채창현)         | Banana Culture           | A | 34 | 36 | 62  | 37 | 35        | 34        | Eliminado | Eliminado | Eliminado |           |           |           |           |           |
| Kim Jun-kyu (김준규)              | YG Entertainment         | B | 37 | 32 | 53  | 31 | 34        | 35        | Eliminado | Eliminado | Eliminado |           |           |           |           |           |
| Shin Jun-seob (신준섭)            | The Music Works          | B | 26 | 21 | 32  | 22 | 25        | 36        | Eliminado | Eliminado | Eliminado |           |           |           |           |           |
| Park Hyeon-gyu (박현규)           | RBW                      | B | 38 | 35 | 55  | 33 | 32        | 37        | Eliminado | Eliminado | Eliminado |           |           |           |           |           |
| Baek Jin (백진)                   | Start Entertainment      | B | 52 | 45 | 71  | 40 | 38        | 38        | Eliminado | Eliminado | Eliminado |           |           |           |           |           |
| Lee Ha-bit (이하빛)               | NH Media                 | A | 55 | 52 | 76  | 43 | 27        | 39        | Eliminado | Eliminado | Eliminado |           |           |           |           |           |
| Im Young-jun (임영준)             | Eleven 9 Entertainment   | B | 49 | 51 | 80  | 45 | 45        | 40        | Eliminado | Eliminado | Eliminado |           |           |           |           |           |
| Kim Min-hak (김민학)              | Hunus Entertainment      | 9 | 36 | 37 | 63  | 38 | 40        | 41        | Eliminado | Eliminado | Eliminado |           |           |           |           |           |
| Kim Hong-joong (김홍중)           | KQ Entertainment         | 9 | 59 | 59 | 87  | 49 | 44        | 42        | Eliminado | Eliminado | Eliminado |           |           |           |           |           |
| Choi Jong-ho (최종호)             | KQ Entertainment         | A | 57 | 61 | 91  | 50 | 46        | 43        | Eliminado | Eliminado | Eliminado | Eliminado | Eliminado |           |           |           |
| Ma Jae-kyeong (마재경)            | Hunus Entertainment      | B | 45 | 46 | 92  | 51 | 43        | 44        | Eliminado | Eliminado | Eliminado |           |           |           |           |           |
| Park Seong-hyeon (박성현)         | Chrome Entertainment     | C | 51 | 48 | 77  | 44 | 50        | 45        | Eliminado | Eliminado | Eliminado |           |           |           |           |           |
| Lee Jae-joon (이재준)             | RBW                      | B | 35 | 19 | 27  | 18 | 33        | 46        | Eliminado | Eliminado | Eliminado |           |           |           |           |           |
| Kazuhiro Hiyama (히아마 가즈히로) | Major 9                  | A | 47 | 43 | 74  | 41 | 52        | 47        | Eliminado | Eliminado | Eliminado |           |           |           |           |           |
| Kim Jun-hoe (김준회)              | Jungle Entertainment     | C | 62 | 66 | 98  | 52 | 51        | 48        | Eliminado | Eliminado | Eliminado |           |           |           |           |           |
| Hwang Yoon-seong (황윤성)         | Hunus Entertainment      | B | 41 | 42 | 84  | 47 | 48        | 49        | Eliminado | Eliminado | Eliminado |           |           |           |           |           |
| Moon Jae-yoon (문재윤)            | Liveworks Company        | A | 40 | 39 | 82  | 46 | 39        | 50        | Eliminado | Eliminado | Eliminado |           |           |           |           |           |
| Yoon Yong-bin (윤용빈)            | Banana Entertainment     | C | 22 | 26 | 47  | 28 | 42        | 51        | Eliminado | Eliminado | Eliminado |           |           |           |           |           |
| Jo Young-ho (조영호)              | Maroo Entertainment      | 9 | 46 | 44 | 75  | 42 | 49        | 52        | Eliminado | Eliminado | Eliminado |           |           |           |           |           |
| Kim Jin-hong (김진홍)             | Choeun Entertainment     | B | 39 | 41 | 70  | 39 | Left      | Left      | Left      | Left      | Left      |           |           |           |           |           |
| Kim Sang-jin (김상진)             | The Music Works          | A | 54 | 55 | 100 | 54 | Eliminado | Eliminado | Eliminado | Eliminado | Eliminado | Eliminado | Eliminado |           |           |           |
| Kim Seung-min (김승민)            | Mystic Entertainment     | C | 61 | 58 | 101 | 55 | Eliminado | Eliminado | Eliminado | Eliminado | Eliminado | Eliminado | Eliminado | Eliminado | Eliminado | Eliminado |
| Kim Dong-hyeon (김동현)           | NH Media                 | A | 48 | 50 | 102 | 56 | Eliminado | Eliminado | Eliminado | Eliminado | Eliminado | Eliminado | Eliminado | Eliminado | Eliminado | Eliminado |
| Shin Jung-min (신중민)            | FM Entertainment         | C | 50 | 53 | 103 | 57 | Eliminado | Eliminado | Eliminado | Eliminado | Eliminado | Eliminado | Eliminado | Eliminado | Eliminado | Eliminado |
| Kim Sang-yeon (김상연)            | FM Entertainment         | C | 44 | 40 | 104 | 58 | Eliminado | Eliminado | Eliminado | Eliminado | Eliminado | Eliminado | Eliminado | Eliminado | Eliminado | Eliminado |
| Lee Chang-seon (이창선)           | Choeun Entertainment     | A | 56 | 56 | 105 | 59 | Eliminado | Eliminado | Eliminado | Eliminado | Eliminado | Eliminado | Eliminado | Eliminado | Eliminado | Eliminado |
| Han Jong-yeon (한종연)            | Maroo Entertainment      | A | 53 | 54 | 106 | 60 | Eliminado | Eliminado | Eliminado | Eliminado | Eliminado | Eliminado | Eliminado | Eliminado | Eliminado | Eliminado |
| Kim Jae-oh (김재오)               | Chrome Entertainment     | C | 68 | 67 | 108 | 61 | Eliminado | Eliminado | Eliminado | Eliminado | Eliminado | Eliminado | Eliminado | Eliminado | Eliminado | Eliminado |
| Moon Young-seo (문영서)           | Luce Entertainment       | C | 66 | 65 | 111 | 62 | Eliminado | Eliminado | Eliminado | Eliminado | Eliminado | Eliminado | Eliminado | Eliminado | Eliminado | Eliminado |
| Song Min-gi (송민기)              | KQ Entertainment         | A | 67 | 72 | 113 | 63 | Eliminado | Eliminado | Eliminado | Eliminado | Eliminado | Eliminado | Eliminado | Eliminado | Eliminado | Eliminado |
| Manny (만니)                      | Jungle Entertainment     | B | 65 | 57 | 115 | 64 | Eliminado | Eliminado | Eliminado | Eliminado | Eliminado | Eliminado | Eliminado | Eliminado | Eliminado | Eliminado |
| Kim Young-jin (김영진)            | Jackie Chan Group Korea  | C | 60 | 60 | 118 | 65 | Eliminado | Eliminado | Eliminado | Eliminado | Eliminado | Eliminado | Eliminado | Eliminado | Eliminado | Eliminado |
| Kim Seong-yeon (김성연)           | IME Korea                | C | 70 | 64 | 119 | 66 | Eliminado | Eliminado | Eliminado | Eliminado | Eliminado | Eliminado | Eliminado | Eliminado | Eliminado | Eliminado |
| Jo Han-guk (조한국)               | NH Media                 | C | 64 | 62 | 120 | 67 | Eliminado | Eliminado | Eliminado | Eliminado | Eliminado | Eliminado | Eliminado | Eliminado | Eliminado | Eliminado |
| Son Jun-hyeong (손준형)           | Maroo Entertainment      | A | 69 | 68 | 122 | 68 | Eliminado | Eliminado | Eliminado | Eliminado | Eliminado | Eliminado | Eliminado | Eliminado | Eliminado | Eliminado |
| Kim Han-kyeol (김한결)            | IME Korea                | B | 58 | 63 | 127 | 69 | Eliminado | Eliminado | Eliminado | Eliminado | Eliminado | Eliminado | Eliminado | Eliminado | Eliminado | Eliminado |
| Jung Seong-cheol (정성철)         | Urbane Music             | C | 71 | 69 | 128 | 70 | Eliminado | Eliminado | Eliminado | Eliminado | Eliminado | Eliminado | Eliminado | Eliminado | Eliminado | Eliminado |
| Jung Seung-bo (정승보)            | Jungle Entertainment     | C | 72 | 70 | 131 | 71 | Eliminado | Eliminado | Eliminado | Eliminado | Eliminado | Eliminado | Eliminado | Eliminado | Eliminado | Eliminado |
| Jung Woo-young (정우영)           | KQ Entertainment         | C | 63 | 71 | 132 | 72 | Eliminado | Eliminado | Eliminado | Eliminado | Eliminado | Eliminado | Eliminado | Eliminado | Eliminado | Eliminado |

Participantes femeninos
| Shin Ryu-jin (신류진)             | JYP Entertainment         | A | 1  | 1  | 2    | 1    | 1         | 1         | 1         | 1         | 1         |           |           |      |      |
| Lee Soo-min (이수민)              | Fave Entertainment        | A | 2  | 2  | 5    | 2    | 2         | 2         | 2         | 2         | 2         |           |           |      |      |
| Park Su-min (박수민)              | IME Korea                 | 9 | 58 | 55 | 93   | 41   | 18        | 15        | 9         | 9         | 3         |           |           |      |      |
| Jeon Hee-jin (전희진)             | Blockberry Creative       | B | 7  | 5  | 12   | 5    | 3         | 5         | 7         | 6         | 4         |           |           |      |      |
| Nam Yu-jin (남유진)               | Bace Camp Studio          | C | 20 | 18 | 39   | 15   | 10        | 10        | 6         | 7         | 5         |           |           |      |      |
| Choi Moon-hee (최문희)            | Maroo Entertainment       | A | 8  | 4  | 11   | 4    | 5         | 4         | 8         | 11        | 6         |           |           |      |      |
| Kim So-ri (김소리)                | Mole Entertainment        | A | 3  | 3  | 9    | 3    | 4         | 6         | 10        | 10        | 7         |           |           |      |      |
| Jang Hyo-kyeong (장효경)          | Star Empire Entertainment | B | 29 | 33 | 65   | 27   | 19        | 12        | 3         | 4         | 8         |           |           |      |      |
| Lee Ha-young (이하영)             | Coridel Entertainment     | C | 36 | 34 | 61   | 25   | 9         | 7         | 5         | 8         | 9         |           |           |      |      |
| Kim Bo-won (김보원)               | Fave Entertainment        | B | 28 | 31 | 64   | 26   | 20        | 16        | 11        | 15        | 10        |           |           |      |      |
| Kim Hyun-jin (김현진)             | Blockberry Creative       | A | 6  | 8  | 17   | 7    | 8         | 8         | 12        | 3         | Eliminado |           |           |      |      |
| Jung Ha-yoon (정하윤)             | Maroo Entertainment       | 9 | 47 | 30 | 44   | 17   | 16        | 11        | 14        | 5         | Eliminado |           |           |      |      |
| Jung Sa-ra (정사라)               | Bace Camp Studio          | A | 16 | 23 | 48   | 20   | 33        | 17        | 18        | 12        | Eliminado |           |           |      |      |
| Baek Hyeon-joo (백현주)           | Yama & Hotchicks          | A | 5  | 6  | 13   | 6    | 7         | 9         | 13        | 13        | Eliminado |           |           |      |      |
| Hwang Ji-min (황지민)             | Mystic Entertainment      | A | 34 | 37 | 90   | 39   | 41        | 26        | 25        | 14        | Eliminado |           |           |      |      |
| Kim Min-kyung (김민경)            | Mostable Music            | A | 46 | 47 | 69   | 31   | 22        | 20        | 15        | 16        | Eliminado |           |           |      |      |
| Kim Su-hyeon (김수현)             | Mystic Entertainment      | C | 22 | 22 | 45   | 18   | 27        | 25        | 17        | 17        | Eliminado |           |           |      |      |
| Choi Yun-a (최윤아)               | Hunus Entertainment       | C | 32 | 36 | 79   | 35   | 25        | 23        | 23        | 18        | Eliminado |           |           |      |      |
| Kim Si-hyeon (김시현)             | The Music Works           | 9 | 49 | 44 | 90   | 40   | 34        | 18        | 20        | 19        | Eliminado | Eliminado |           |      |      |
| Heo Chan-mi (허찬미)              | Mostable Music            | A | 10 | 11 | 29   | 10   | 13        | 14        | 16        | 20        | Eliminado | Eliminado |           |      |      |
| Go A-ra (고아라)                  | Astory Entertainment      | B | 19 | 17 | 38   | 14   | 14        | 19        | 19        | 21        | Eliminado | Eliminado |           |      |      |
| Kim Soo-a (김수아)                | A100 Entertainment        | C | 37 | 38 | 85   | 37   | 12        | 13        | 21        | 22        | Eliminado | Eliminado |           |      |      |
| Lee Ji-eun (이지은)               | The Music Works           | B | 81 | 77 | 83   | 36   | 15        | 24        | 22        | 23        | Eliminado | Eliminado |           |      |      |
| Shin Ji-won (신지원)              | JTG Entertainment         | C | 33 | 25 | 56   | 23   | 28        | 27        | 26        | 24        | Eliminado | Eliminado |           |      |      |
| Rui Watanabe (와타나베 루이)      | New Planet Entertainment  | C | 25 | 27 | 57   | 24   | 21        | 21        | 24        | 25        | Eliminado | Eliminado |           |      |      |
| Kim Min-joo (김민주)              | Astory Entertainment      | A | 31 | 35 | 68   | 30   | 44        | 22        | 27        | 26        | Eliminado | Eliminado |           |      |      |
| Lee Soo-jin (이수진)              | Fave Entertainment        | 9 | 13 | 9  | 22   | 8    | 6         | 3         | 4         | Left      | Left      | Left      | Left      | Left | Left |
| Kim Yoon-young (김윤영)           |                           | B | 44 | 45 | 97   | 45   | 38        | 28        | Eliminado | Eliminado | Eliminado | Eliminado | Eliminado |      |      |
| Kang Si-hyeon (강시현)            | Star Empire Entertainment | A | 18 | 20 | 52   | 22   | 36        | 29        | Eliminado | Eliminado | Eliminado | Eliminado | Eliminado |      |      |
| Park Hae-young (박해영)           | 2able Company             | B | 21 | 21 | 46   | 19   | 26        | 30        | Eliminado | Eliminado | Eliminado | Eliminado | Eliminado |      |      |
| Lee Hyang-suk (이향숙)            | SidusHQ                   | B | 9  | 10 | 26   | 9    | 11        | 31        | Eliminado | Eliminado | Eliminado | Eliminado | Eliminado |      |      |
| Ng Sze Kai (응 씨 카이)           | Unleash Entertainment     | C | 11 | 12 | 33   | 11   | 24        | 32        | Eliminado | Eliminado | Eliminado | Eliminado | Eliminado |      |      |
| Lee Yong-chae (이용채)            | ONO Entertainment         | A | 88 | 67 | 96   | 44   | 45        | 33        | Eliminado | Eliminado | Eliminado | Eliminado | Eliminado |      |      |
| Yukika Teramoto (테라모토 유키카) | Mole Entertainment        | C | 17 | 14 | 36   | 13   | 17        | 34        | Eliminado | Eliminado | Eliminado | Eliminado | Eliminado |      |      |
| Park Hae-rin (박해린)             | Fave Entertainment        | A | 15 | 15 | 35   | 12   | 23        | 35        | Eliminado | Eliminado | Eliminado | Eliminado | Eliminado |      |      |
| Kim Yoon-ji (김윤지)              | Star Empire Entertainment | A | 42 | 40 | 81   | 36   | 40        | 36        | Eliminado | Eliminado | Eliminado | Eliminado | Eliminado |      |      |
| Kim Hyeon-jeong (김현정)          | JTG Entertainment         | C | 41 | 43 | 78   | 34   | 32        | 37        | Eliminado | Eliminado | Eliminado | Eliminado | Eliminado |      |      |
| Go Jeong-hee (고정희)             | Astory Entertainment      | C | 26 | 29 | 67   | 29   | 42        | 38        | Eliminado | Eliminado | Eliminado | Eliminado | Eliminado |      |      |
| Choi Ha-young (최하영)            | Polaris Entertainment     | 9 | 35 | 26 | 50   | 21   | 29        | 39        | Eliminado | Eliminado | Eliminado | Eliminado | Eliminado |      |      |
| Kim Young-seo (김영서)            | RBW                       | 9 | 39 | 42 | 94   | 42   | 46        | 40        | Eliminado | Eliminado | Eliminado | Eliminado | Eliminado |      |      |
| Im So-hyeon (임소현)              | Major 9                   | B | 62 | 61 | 95   | 43   | 30        | 41        | Eliminado | Eliminado | Eliminado | Eliminado | Eliminado |      |      |
| Yoo Jin-kyeong (유진경)           | Brave Entertainment       | 9 | 24 | 19 | 42   | 16   | 35        | 42        | Eliminado | Eliminado | Eliminado | Eliminado | Eliminado |      |      |
| Yang Hye-seon (양혜선)            | Hunus Entertainment       | A | 38 | 39 | 72   | 32   | 37        | 43        | Eliminado | Eliminado | Eliminado | Eliminado | Eliminado |      |      |
| Shin Ji-yoon (신지윤)             | Fave Entertainment        | A | 40 | 41 | 88   | 38   | 31        | 44        | Eliminado | Eliminado | Eliminado | Eliminado | Eliminado |      |      |
| Kim Da-yoon (김다윤)              | Maroo Entertainment       | A | 27 | 28 | 66   | 28   | 39        | 45        | Eliminado | Eliminado | Eliminado | Eliminado | Eliminado |      |      |
| Im Jeong-min (임정민)             | ONO Entertainment         | A | 30 | 32 | 73   | 33   | 43        | 46        | Eliminado | Eliminado | Eliminado | Eliminado | Eliminado |      |      |
| Kim Min-ji (김민지)               | Happy Face Entertainment  | B | 4  | 7  | Left | Left | Left      | Left      | Left      | Left      | Left      | Left      | Left      | Left |      |
| Kim Yoo-hyeon (김유현)            | Happy Face Entertainment  | 9 | 12 | 13 | Left | Left | Left      | Left      | Left      | Left      | Left      | Left      | Left      | Left |      |
| Lee Si-yeon (이시연)              | Happy Face Entertainment  | B | 14 | 16 | Left | Left | Left      | Left      | Left      | Left      | Left      | Left      | Left      | Left |      |
| Lee Yoo-bin (이유빈)              | Happy Face Entertainment  | B | 23 | 24 | Left | Left | Left      | Left      | Left      | Left      | Left      |           |           |      |      |
| Heo Young-joo (허영주)            | Mole Entertainment        | B | 50 | 50 | 107  | 51   | Eliminado | Eliminado | Eliminado | Eliminado | Eliminado | Eliminado | Eliminado |      |      |
| Mizuki Ogawa (오가와 미즈키)      |                           | C | 48 | 49 | 109  | 52   | Eliminado | Eliminado | Eliminado | Eliminado | Eliminado | Eliminado | Eliminado |      |      |
| Kwak Hi-o (곽히오)                | Jungle Entertainment      | C | 45 | 46 | 110  | 53   | Eliminado | Eliminado | Eliminado | Eliminado | Eliminado | Eliminado | Eliminado |      |      |
| Lee Ye-eun (이예은)               | Mole Entertainment        | C | 52 | 52 | 112  | 54   | Eliminado | Eliminado | Eliminado | Eliminado | Eliminado | Eliminado | Eliminado |      |      |
| Park So-eun (박소은)              | Fave Entertainment        | A | 43 | 48 | 114  | 55   | Eliminado | Eliminado | Eliminado | Eliminado | Eliminado | Eliminado | Eliminado |      |      |
| Park Ji-woo (박지우)              | Start Entertainment       | A | 61 | 57 | 116  | 56   | Eliminado | Eliminado | Eliminado | Eliminado | Eliminado | Eliminado | Eliminado |      |      |
| Moon Seung-yoo (문승유)           | Start Entertainment       | C | 54 | 51 | 117  | 57   | Eliminado | Eliminado | Eliminado | Eliminado | Eliminado | Eliminado | Eliminado |      |      |
| Kim Seong-eun (김성은)            | RBW                       | C | 64 | 63 | 121  | 58   | Eliminado | Eliminado | Eliminado | Eliminado | Eliminado | Eliminado | Eliminado |      |      |
| Shin Su-hyun (신수현)             | Fave Entertainment        | C | 53 | 54 | 123  | 59   | Eliminado | Eliminado | Eliminado | Eliminado | Eliminado | Eliminado | Eliminado |      |      |
| Hwang Woo-rim (황우림)            | Coridel Entertainment     | B | 51 | 53 | 124  | 60   | Eliminado | Eliminado | Eliminado | Eliminado | Eliminado | Eliminado | Eliminado |      |      |
| Baek Da-ae (백다애)               | Mostable Music            | A | 69 | 64 | 125  | 61   | Eliminado | Eliminado | Eliminado | Eliminado | Eliminado | Eliminado | Eliminado |      |      |
| Moon Eun-jin (문은진)             | Illusion Entertainment    | B | 55 | 63 | 126  | 62   | Eliminado | Eliminado | Eliminado | Eliminado | Eliminado | Eliminado | Eliminado |      |      |
| Park Ga-eun (박가은)              | The Entertainment Pascal  | B | 75 | 81 | 129  | 63   | Eliminado | Eliminado | Eliminado | Eliminado | Eliminado | Eliminado | Eliminado |      |      |
| Baek Min-seo (백민서)             | Fave Entertainment        | B | 60 | 58 | 130  | 64   | Eliminado | Eliminado | Eliminado | Eliminado | Eliminado | Eliminado | Eliminado |      |      |
| Jung Ye-eun (정예은)              | Yama & Hotchicks          | B | 65 | 66 | 133  | 65   | Eliminado | Eliminado | Eliminado | Eliminado | Eliminado | Eliminado | Eliminado |      |      |
| Lee Soo-hyeon (이수현)            | Major 9                   | B | 91 | 92 | 133  | 66   | Eliminado | Eliminado | Eliminado | Eliminado | Eliminado | Eliminado | Eliminado |      |      |
| Kim Chae-hyeon (김채현)           | Maroo Entertainment       | B | 57 | 56 | 135  | 67   | Eliminado | Eliminado | Eliminado | Eliminado | Eliminado | Eliminado | Eliminado |      |      |
| Kim Joo-yeon (김주연)             | IME Korea                 | A | 79 | 89 | 136  | 68   | Eliminado | Eliminado | Eliminado | Eliminado | Eliminado | Eliminado | Eliminado |      |      |
| Han Byeol (한별)                  | Yama & Hotchicks          | C | 68 | 69 | 137  | 69   | Eliminado | Eliminado | Eliminado | Eliminado | Eliminado | Eliminado | Eliminado |      |      |
| Lee Yeo-reum (이여름)             | Roots Entertainment       | A | 84 | 73 | 138  | 70   | Eliminado | Eliminado | Eliminado | Eliminado | Eliminado | Eliminado | Eliminado |      |      |
| Seo Yu-ri (서유리)                | JTG Entertainment         | A | 76 | 78 | 139  | 71   | Eliminado | Eliminado | Eliminado | Eliminado | Eliminado | Eliminado | Eliminado |      |      |
| Bang Ye-sol (방예솔)              | ONO Entertainment         | B | 85 | 83 | 140  | 72   | Eliminado | Eliminado | Eliminado | Eliminado | Eliminado | Eliminado | Eliminado |      |      |
| Rena Sekioka (세키오카 레나)      | Star Road Entertainment   | C | 77 | 76 | 141  | 73   | Eliminado | Eliminado | Eliminado | Eliminado | Eliminado | Eliminado | Eliminado |      |      |
| Yoo Ha-jeong (유하정)             | Polaris Entertainment     | B | 97 | 95 | 142  | 74   | Eliminado | Eliminado | Eliminado | Eliminado | Eliminado | Eliminado | Eliminado |      |      |
| Jung Yoo-jeong (정유정)           | Alpha Entertainment       | C | 59 | 59 | 143  | 75   | Eliminado | Eliminado | Eliminado | Eliminado | Eliminado | Eliminado | Eliminado |      |      |
| Ahn Da-bi (안다비)                | Maroo Entertainment       | B | 86 | 79 | 144  | 76   | Eliminado | Eliminado | Eliminado | Eliminado | Eliminado | Eliminado | Eliminado |      |      |
| Choi Ji-seon (최지선)             | DK Entertainment          | A | 93 | 96 | 145  | 77   | Eliminado | Eliminado | Eliminado | Eliminado | Eliminado | Eliminado | Eliminado |      |      |
| Jang Eun-seong (장은성)           | RBW                       | B | 73 | 80 | 146  | 78   | Eliminado | Eliminado | Eliminado | Eliminado | Eliminado | Eliminado | Eliminado |      |      |
| Lee Bom (이봄)                    | Roots Entertainment       | B | 83 | 85 | 147  | 79   | Eliminado | Eliminado | Eliminado | Eliminado | Eliminado | Eliminado | Eliminado |      |      |
| Hong Joo-hyeon (홍주현)           | Choon Entertainment       | C | 56 | 60 | 148  | 80   | Eliminado | Eliminado | Eliminado | Eliminado | Eliminado | Eliminado | Eliminado |      |      |
| Park Eun-jo (박은조)              | IME Korea                 | C | 96 | 94 | 149  | 81   | Eliminado | Eliminado | Eliminado | Eliminado | Eliminado | Eliminado | Eliminado |      |      |
| Lee Ye-sol (이예솔)               | RBW                       | B | 72 | 72 | 150  | 82   | Eliminado | Eliminado | Eliminado | Eliminado | Eliminado | Eliminado | Eliminado |      |      |
| Kim Hee-soo (김희수)              | Eleven 9 Entertainment    | 9 | 90 | 97 | 151  | 83   | Eliminado | Eliminado | Eliminado | Eliminado | Eliminado | Eliminado | Eliminado |      |      |
| Ahn Han-byeol (안한별)            | IME Korea                 | B | 70 | 86 | 152  | 84   | Eliminado | Eliminado | Eliminado | Eliminado | Eliminado | Eliminado | Eliminado |      |      |
| Jo Yu-ri (조유리)                 | RBW                       | A | 66 | 65 | 153  | 85   | Eliminado | Eliminado | Eliminado | Eliminado | Eliminado | Eliminado | Eliminado |      |      |
| Baek Hye-jin (백혜진)             | Jungle Entertainment      | B | 74 | 68 | 154  | 86   | Eliminado | Eliminado | Eliminado | Eliminado | Eliminado | Eliminado | Eliminado |      |      |
| Han Gyeo-ul (한겨울)              | ProBeat Company           | C | 71 | 70 | 155  | 87   | Eliminado | Eliminado | Eliminado | Eliminado | Eliminado | Eliminado | Eliminado |      |      |
| Jeon Ye-im (전예임)               | A100 Entertainment        | A | 82 | 75 | 156  | 88   | Eliminado | Eliminado | Eliminado | Eliminado | Eliminado | Eliminado | Eliminado |      |      |
| Yeo In-hye (여인혜)               | CS Entertainment          | C | 63 | 71 | 157  | 89   | Eliminado | Eliminado | Eliminado | Eliminado | Eliminado | Eliminado | Eliminado |      |      |
| Seo Ji-heun (서지흔)              | RBW                       | C | 78 | 82 | 158  | 90   | Eliminado | Eliminado | Eliminado | Eliminado | Eliminado | Eliminado | Eliminado |      |      |
| Lee Seung-mi (이승미)             | Major 9                   | C | 80 | 84 | 159  | 91   | Eliminado | Eliminado | Eliminado | Eliminado | Eliminado | Eliminado | Eliminado |      |      |
| Park Cho-hyeon (박초현)           | Yama & Hotchicks          | C | 94 | 93 | 160  | 92   | Eliminado | Eliminado | Eliminado | Eliminado | Eliminado | Eliminado | Eliminado |      |      |
| Jeon Yoo-jin (전유진)             | Roots Entertainment       | C | 67 | 74 | 161  | 93   | Eliminado | Eliminado | Eliminado | Eliminado | Eliminado | Eliminado | Eliminado |      |      |
| Jung Da-sol (정다솔)              | JD Entertainment          | C | 89 | 87 | 162  | 94   | Eliminado | Eliminado | Eliminado | Eliminado | Eliminado | Eliminado | Eliminado |      |      |
| Song Ji-eun (송지은)              | Double V Entertainment    | B | 98 | 98 | 163  | 95   | Eliminado | Eliminado | Eliminado | Eliminado | Eliminado | Eliminado | Eliminado |      |      |
| Choi Su-jeong (최수정)            | Mostable Music            | C | 92 | 90 | 164  | 96   | Eliminado | Eliminado | Eliminado | Eliminado | Eliminado | Eliminado | Eliminado |      |      |
| Kim Soo-yeon (김수연)             | Tajoy Entertainment       | C | 87 | 88 | 165  | 97   | Eliminado | Eliminado | Eliminado | Eliminado | Eliminado | Eliminado | Eliminado |      |      |
| Im Ji-hye (임지혜)                | Yama & Hotchicks          | A | 95 | 91 | 166  | 98   | Eliminado | Eliminado | Eliminado | Eliminado | Eliminado | Eliminado | Eliminado |      |      |